# Manatha taiwana
Manatha taiwana is een vlinder uit de familie van de zakjesdragers (Psychidae). De wetenschappelijke naam van de soort is voor het eerst voorgesteld als Acanthopsyche (Eumetisa) taiwana door Jinhaku Sonan in een publicatie uit 1935.
De soort komt voor in Taiwan.